# Neobisium marcchagalli
Neobisium marcchagalli är en spindeldjursart som beskrevs av Bozidar P.M. Curcic och S. B. Curcic 2004. Neobisium marcchagalli ingår i släktet Neobisium och familjen helplåtklokrypare. Inga underarter finns listade i Catalogue of Life.